# Imane Ayissi
Imane Ayissi, né le 7 juin 1968 est un styliste, mannequin, et danseur camerounais.

## Biographie
Né d'une mère mannequin (élue miss Cameroun en 1960), et d'un père champion de boxe, il grandit dans une famille d’artistes et de sportifs,,. Il s'initie très jeune à la danse au sein du groupe familial Les Frères Ayissi en se produisant dans plusieurs événements. En 1986, il participe au gala sommet de la CEEAC au Palais des congrès de Yaoundé en présence de sept chefs d'État du Zaïre, du Gabon, du Tchad, du Congo, de la Guinée équatoriale, de la Côte d'Ivoire, et du Cameroun. Les Frères Ayissi accompagnent quelques années plus tard, en 1992, Yannick Noah pour sa tournée européenne Saga Africa.
Il reçoit en 1987 la médaille d'honneur de la République française à l'occasion de la foire internationale et gastronomique de Dijon. En 1990, il participe au gala du septième sommet de la commission du bassin du lac Tchad au palais de l'unité de Yaoundé en présence des chefs d'État du Niger, du Cameroun, du Tchad et du Nigeria. Il obtient également deux trophées de l'amitié de la culture avec les Lions Indomptables du Cameroun à la coupe du monde de football Italie 90. Il intègre ensuite le Ballet national du Cameroun, et danse avec plusieurs artistes africains pour des clips vidéo, concerts, plateaux télévisions et autres dont Nayanka Bell, Kéké Kassiry, Baba Maal, Anne-Marie Nzié, Beti Beti, Marthe Zambo, Messi Martin, Gilbratar Drakus, Mama Wandja, André-Marie Tala, Georges Seba, Nabou Diop (Touré Kounda) ou encore dans le ballet sénégalais Saf Tékékou, et le ballet guinéen Tonton Cofi dirigé par le chorégraphe Jemes Sylla.

### Danseur
Il accompagne ensuite de nombreux chanteurs dans leurs tournées. En 1999, il danse avec Patrick Dupond dans son ballet Il Danse...Le Monde, Alain Marty, Jean Hugues Tanto de l’Opéra de Paris, puis dans une chorégraphie de George Momboye en 1993.
Il travaille en outre avec le percussionniste Guem en 1995, ainsi que dans le ballet canadien Koke sur une chorégraphie de Deborah Brown du Cirque du Soleil. Il participe au spectacle de clôture du Bal moderne au Palais de Chaillot de Paris en été 1995 ; il tient le second rôle, Hypolite, dans Phèdre aux côtés de la cantatrice Sylvie Brunet en avril 1998 à l'esplanade de l'Opéra de Saint-Étienne et à l'Opéra de Nancy dans une mise en scène d'Antoine Bourseiller. Il est premier danseur dans Noé de Georges Bizet, mis en scène par Pierre Jourdan au théâtre de Compiègne en 2004, joue dans le clip Les mots de Mylène Farmer et Seal ou encore de Sting (pour le tube Brand New Day en 1999), aux côtés de Fanny Ardant dans Phèdre, et est nommé au « Nijinski Awards » de Monte-Carlo en 2000. À partir de 1993 il donne des cours de danse à l'académie jazz de la salle Pleyel avec la célèbre danseuse Tessa Beaumont. Au studio Paris Centre, et à l'académie des arts chorégraphiques de la cité Véron à Paris. En 1995-1996 il est invité à donner une série de stages de danse africaine à l'Adase, Association pour le développement des activités socio-éducatives, au Kremlin-Bicêtre. En 2006-2009 il donne les cours de danse africaine au personnel de VINCI dans le cadre du comité d'entreprise. Automne 2008 danseur dans le spectacle "Danse avec la Mode" aux Galeries Lafayette à Paris, chorégraphie et mise en scène Mia Frye sur une programmation de Karine Saporta.

### Mannequin
Parallèlement, après avoir été finaliste du concours Mannequin Europe organisé par Casting Magazine en 1995 à Paris, il mène une carrière de mannequin pour de grands noms de la mode comme Yves Saint Laurent, ou Givenchy . 

### Styliste
Mais c’est surtout dans son travail de styliste, commencé dès son enfance au Cameroun (c’est là qu’il réalise ses premières robes, notamment pour sa mère) qu’il s’investit : il présente depuis 1992 une collection annuelle, en 1996 il présente une collection à la Nuit des Créateurs au Palace à Paris sous la direction de DMP Perthus, et habille des top models comme Katoucha Niane, Esther kamatari, Rebecca Ayoko, Mounia, Kimi Kane, Debra Show, Kinée Diouf, Nana Keita, Marie N'Dao, Georgie Badiel, Margareth Lahoussaye-Duvigny, mais aussi des sportives comme Maud Fontenoy, Laura Flessel, la miss France 2003 Corinne Coman, les journalistes de télévision Vanessa Dolmen, Eugenie Godula pour le 47e festival international de télévision de Monte Carlo 2007, Elizabeth Tchoungui - dont il a réalisé la robe de mariée, pour son mariage à Rome en juillet 2005 - des artistes comme la choriste Marie-Lou Seba, dont il a réalisé aussi la robe de mariée, les chanteuses Bams, Linsha, Jocelyn Beroard, Princess Erika, ou l'écrivain Calixte Beyala.
Il est régulièrement invité à présenter ses créations lors de festivals en France ou à l’étranger, il a par exemple habillé les candidates de la première édition en Martinique et deuxième éditions à Dakar au Sénégal du concours « Ébène top model » organisé par le top model Katoucha. En 1996 il présente sa collection Bilik dans l'émission Je passe à la télé sur France 3, émission animée par Georges Beller et Valérie Mairesse et remporte le vote des spectateurs. En mars 2000, il présente sa collection à la fête du Lion's club international à la mairie du XVIIe arrondissement de Paris. En mai 2000, il présente un défilé au cours du gala de la Licra ligue internationale contre le racisme l'antisémitisme à l'hôtel de ville de Joinville-le-Pont au profit des enfants du Congo. En 2003, invité par l'Institut d'études politiques de Paris, Science-po, dans le cadre de sa traditionnelle semaine des arts, il présente un défilé de mode avec sa collection.
Ses robes servent aussi d’écrin, en 2004, aux bijoux de Swarowski, lors de la présentation de la collection de la marque, au Carrousel du Louvre. En 2004 également, il présente ses collections dans un défilé de mode à l'INSEAD pour la semaine culturelle sur le thème « Africa Week ». En 2004 toujours, il présente sa collection lors de la journée internationale de la francophonie en présence de M. Abdou Diouf, secrétaire général de l'organisation internationale de la francophonie et de nombreuses autres personnalités. Il a habillé les mannequins lors de grands shows de coiffure : le show de Claude Maxime au théâtre de l'Empire en 2004, plusieurs shows de Vog Coiffure Paris, ou encore le Mondial Coiffure au Palais des congrès de Paris. Mais il travaille également sur des vêtements plus abordables, il a dessiné une collection pour la marque Multiples en 2003, et a créé un top drapé pour La Redoute pour l’été 2006. Il est finaliste, pour sa collection prêt-à-porter « Sept & Imane Ayissi », au Grand Prix de la Création de la Ville de Paris, catégorie « mode confirmé » en novembre 2006, à l'Hôtel de Ville de Paris. 
Mars 2007, Imane Ayissi soutient l'opération 100 000 lunettes, la solidarité commence par un regard, défilé de mode au musée Dapper à Paris avec la Fondation Krys pour la vue, qui a décidé de collecter les lunettes et de les envoyer à ceux qui en ont particulièrement besoin, en Afrique et au Brésil.
Pour l'exposition Sensorielle Diaspora 2007 (du 2 octobre 2007 au 16 janvier 2008) dirigée par Claire Denis au Musée du Quai Branly à Paris, Imane Ayissi a créé les bijoux et costumes de la vidéo Africaine dans l'espace réalisée par le cinéaste Jean-Pierre Bekolo.
Il travaille beaucoup le jersey dans une recherche de fluidité, mélange des tissus basiques, ou des tissus africains  avec des soieries comme le taffetas, le satin, l’organza, la dentelles, la mousseline, l’ottoman. Il crée également des accessoires et en particulier des bijoux, d’inspiration africaine ou autre.
Depuis 2010 Imane Ayissi intervient régulièrement à l’Institut Français de la Mode (IFM) au sujet de son processus créatif et de ses références stylistiques. Le musée Afro Brazil à Sao Paulo a acheté une robe d'Imane Ayissi de la collection Printemps été 2014  Mingdzing et un ensemble top, jupe de la collection Printemps été 2015 Meullera.
Il est en janvier 2020 le premier styliste de l’Afrique subsaharienne à intégrer le club élitiste de la haute couture à Paris. « Ce qui est certain, c’est qu’Imane Ayissi ne présente pas une mode à l’occidentale. Il apporte autre chose, un peu comme les créateurs japonais il y a une vingtaine d’années » », remarque une journaliste spécialisée, Emmanuelle Courrèges,.

## Défilés
- 1992 : Koué Meutouana (coccinelle), Musée des Arts Africains et Océaniens, Porte Dorée, Paris
- 1993 : Bilik (héritage), Salle Action Gitanes, Paris
- 1996 : Ongwass (les crevettes), Espace Vega-Pierre Cardin, Paris
- 1997 : Fashion Show, Espace Vega-Pierre Cardin, Paris
- 1998 : Les veuves joyeuses, Espace Cardin, Paris
- 1999 : Eternity, Espace Cardin, Paris
- 2000 : Badjaga (les sorcières revendiquent la couleurs), Salle Gustave Eiffel, Tour Eiffel, Paris
- 2001 : Glamour for ever, Barrio Latino, Paris
- 2002 : Vogue Afrique, Cirque Daniel Burren, Paris
- 2003 : Fashion Paradise, Théâtre du Splendid, Paris
- 2004 : La danse des Tissus, 10 ans de creation marraine Katoucha, Hôtel Bristol, Paris
- 2006 : Le printemps de Satan, marraine Esther Kamatari, Hôtel Bristol, Paris
- 2006 : Collections prêt-à-Porter "Sept & Imane Ayissi" (été 2007, présentée en octobre 2006 au salon Zip Zone Montaigne, avenue montaigne Paris)
- 2007 : Collections prêt-à-Porter « Sept & Imane Ayissi » (hiver 2008, présentée en mars 2007 au salon Zip Zone Montaigne, avenue montaigne Paris).
- 2007 : Next Queens, marraine Aissa Maiga, Le Chalet de la Porte jaune, Ile du bois de Vincennes, Paris
- 2009 : Automne hiver 2009/10 "Voodoo Mood", San Spirito in Sassia, Rome, Italie (AltaRoma)
- 2009 : Printemps été 2010 "Fashion Ghost", Casino, Interlaken, Suisse (Congrès Mondial du Coton Bio) (Collection entièrement réalisée en coton bio)
- 2010 : Afrique-Congo cinquantenaire, Terminalia Brazzaville Congo (collection Afrique-Congo cinquantenaire des pays africains)
- 2011 : Idoutt, Collection Hiver 2011-2012.
- 2011 : Mimbak, Collection été 2011-2012. Salle Erard Paris
- 2012 :  Okiri, Collection Hiver 2013, Fashion Week Lagos au Nigeria (Arise Magazine Lagos-New York)
- 2012:  New York Bambara, collection été 2013, fashion week parisienne, Galeries Lieux du Design Paris.
- 2013 : Grace J, Collection hiver 2013-2014,(en hommage à Grace Jones)semaine de la haute couture parisienne. Salle Erard Paris.
- 2013 : Mindzing, Collection Printemps été 2014, Fashion week de Paris, Galerie atelier Basfois Paris
- 2014 : Meullara. Collection Printemps été 2015, Fashion week de Paris, Galerie atelier Basfois Paris
- 2015 : Beussanda. Collection Printemps été 2016, Maison des Métallos, Paris semaine de la Haute-Couture.
- 2016 : Asseulénn Collection Printemps été  2017. Maison des Métallos, Paris semaine de la Haute-Couture.
- 2017 : Hereos Collection Printemps été 2018, Avenue Maceau Paris
- 2018 : Karralokga Collection Printemps été 2019,  Fondation Mona Bismarck Paris
- 2019 : Mbeuk Idourrou Collection couture Automne Hiver 2020 , Fondation Mona Bismarck Paris
- 2020 : Akouma  Collection Printemps été  2020, Hôtel Le Marois, Membre invité au calendrier officiel de la Fédération de la Haute Couture. Paris
- 2020 : Amal-Si Collection Hiver 2020 , 21 Fashionweek Haute Couture Online. Membre invité au calendrier officiel de la Fédération de la Haute Couture. Paris

### Festivals de Mode show collectives (sélection)
- 2015 : Fashion Week Sao Paulo Brazil
- 2010 : Fesman le festival mondial des arts nègres, Dakar, Sénégal.
- 2010 : Salon du Chocolat, France, Paris/ Chocolate Show New York / USA New York.(chocolatier: Christophe Roussel et Designer: Imane Ayissi.
- 2010 : Cinquantenaire de l'indépendance du Congo, Brazzaville.
- 2010 : Bimod, Lomé, Togo.
- 2010 : Pan African Collection (African Mosaique) Federal foreign Office Berlin Germany et une exposition des robes aux Galeries Lafayette de Berlin.
- 2010 : Festivas de Design et Mode de Carthage, Carthage, Tunisie.
- 2010-2009 : Sira Vision, Dakar Sénégal.
- 2010-2008 : Fima, Niamey, Niger.
- 2009 : Panaf, Alger, Algérie.
- 2010-2009 : FafaKenya, Nairobi, Kenya.
- 2007 : Tendance party, Abidjan, Côte d'Ivoire.
- 2010-2008 : Affriccollection, Douala, Cameroun.
- 2007-2010 : Ethical Fashion Show, Paris, France.
- 2004 : Bliss events, Bruxelles, Belgique.
- 2002 : Ly Dumas & Friend, Paris, France.
- 2000 : Afrikaans Mode kunst & muziek festival, Amsterdam, Hollande.
- 1997 : Opals, Paris, France.
- 1997 : African Mosaique, Paris, France.

## Publications
- Imane Ayissi "Millang Mi Ngore, Histoires du soir" éditions Klanba (2006)
- Imane Ayissi "Le Silence du Masque" éditions Les Portes du Soleil (2008)

## Biographies
- Michela Manservisi "African style, Moda e Design" éditions Cooper Castelucchi.
- 1000 Ideas by 100 Fashion Designers" par Carolina Cerimedo aux Éditions Rockport Publishers (2010)
- Rebecca Ayoko « Quand les étoiles deviennent noires », éditions Jean-Claude Gawsewitch